# ペーター佐藤
ペーター 佐藤（ペーター さとう、本名：佐藤憲吉、1945年11月5日 - 1994年6月23日）は、日本のイラストレーター。ミスタードーナツのパッケージイラストや、ユニバーシアード神戸大会ポスター、ファッション雑誌の表紙絵などで有名。

## 解説
1970年代（1972年の帰国以降）前半にエアブラシのテクニックで一世を風靡し、日本国内はもちろんニューヨークなどの海外でも高い評価を得る。後半には近未来の女性をモチーフとして、エアブラシによる美人画の画法を確立したといわれる。ニューヨーク滞在中にはイラストレーション以外にヘアメイクやファッションの分野でも活躍していた。1980年代に入るとタッチの粗いパステルを使った人物画に力を注いだが、中でもジェームズ・ディーンや美空ひばりなど内外のスターや、アメリカの子供達をモチーフにした一連の作品群が人気を博した。

## 略歴
- 1945年 神奈川県横須賀市に生まれる。本名：佐藤憲吉。
- 1960年頃 日比谷高校在学中、本格的なグラフィックデザインを学ぶ。
- 1965年 スタジオグラフィス入社、同年セツ・モードセミナー入学。

→長沢節いわく「在学中の彼は全身画は下手だけど、首から上は右に出るものがいなかった」
- 1967年 東京アドデザイナーズ・イラストレーション部に入社。
- 1968年 セツモードセミナー卒業。同年東京アドデザイナーズを退社。
- 1968 - 1972年頃ニューヨークに滞在し、演劇のアートディレクター、画家ポール・ジェンキンスのアシスタントなどを務める。
- 1968年夏から1年間ニューヨークに滞在し、帰国後フリーとして仕事を始める[1]。
- 1979年、安西水丸、ペーター佐藤、原田治、新谷雅弘でクラブを結成、「パレットくらぶ」（現：パレットクラブ）と命名する[2]。

- 1980年頃 パステルを使ったポートレートを中心に作品を制作。
- 1981年、最初の作品集「VENUS」を刊行[3]。
- 1982年 3度目の渡米。1983年11月の帰国まで約1年半ニューヨークに滞在し、作品の制作に打ち込む。
- 1986年 原宿に「Pater's Shop and Gallery」をオープン。
- 1991年 プレイボーイ・スペシャルエディション社よりリトグラフを発表。同年、同社の主催でサンフランシスコ、ニューヨークで個展開催。
- 1994年 急逝（享年49）。当初親族は死因不明と公表したが、後日肺炎と訂正された。既婚。1男あり。

## 代表的な作品
- ミスタードーナツ商品パッケージ
- シネスイッチ銀座の映画パンフレットの表紙（1987年～1991年）：『あなたがいたら』『モーリス』『木村家の人びと』『予告された殺人の記録』『ワールド・アパート』『ペーパー・ファミリー』『ジュリエット・ゲーム』『モダーンズ』『夢の祭り』『白い炎の女』『誰かがあなたを愛してる』『誘惑者』『ニュー・シネマ・パラダイス』『彼女がステキな理由』『ラッキー・カフェ』『みんな元気』『過ぎゆく時の中で』『スターダスト』『わんぱく離婚同盟』『新・同棲時代』
- NHK連続テレビ小説『心はいつもラムネ色』（1984年10月1日～1985年3月30日放映）オープニング・タイトルバック
- ユニバーシアード神戸大会（1985年）ポスター
- サンデー毎日表紙
- パルコポスター
- 山下達郎の初期4作品（1976年『CIRCUS TOWN』、1977年『SPACY』、1978年『IT'S A POPPIN' TIME』、1978年『GO AHEAD!』）各ジャケット
- 吉田美奈子のシングル『恋は流星』（1977年3月25日発売）ジャケット
- 日本テレビ放送網特番「平成の貴婦人美智子皇后」（1990年4月12日放映）に絡む天皇皇后、川嶋紀子のイラスト中吊り、ポスター、テレホンカードなど

## 書籍／作品集
（）内は初版年／出版社／備考
- 『VENUS 宇宙美人』（1981年/Parco出版/初作品集）
- 『SUBJECTS ペーター佐藤ドローイング集』（1984年/Parco出版）
- 『イラストレーション別冊 How to Draw 女を描く』（1983年/玄光社/宇野亜喜良・林静一・高橋常政・蓬田やすひろ・中村成二との共著）
- 『ニューヨークの仕事場から』（1984年/Parco出版/エッセイ集）
- 『ファッションイラストレーション イン ニューヨーク』（1985年/グラフィック社）
- 『にっぽんのえ -現代トップアーティスト自選集 (4)-』（1985年/小学館/大橋歩との共著）
- 『ペーター佐藤作品集 ポートフォリオ』玄光社Mook6（1987年/玄光社/セツ在籍時の習作から初期～中期の広告メディア系列作品、ファッションやヘアメイク系統の異色作など20年間にわたる300点余の作品群を収録）
- 『PATER ペーター佐藤イラストレーション・ワーク』（1994年/PARCO出版/没後に発行。フルカラー100点の作品と生前を知る人々からのコメントによるバイオグラフィ）
- 『PATER1994』（1994年/PARCO出版/没後に発行。入院時に制作したちぎり絵収録）

## 展覧会
- パステル・ドローイング展[3]
  - 1983年 東京、大阪
- 「PATER'S Beautiful Print」展[3]
  - 1986年 ギャラリーNEWZなど
- 「ポートフォリオ」展[3]
  - 1987年 G8ギャラリーなど
- 「パステルカラーの肖像たち」展[3]
  - 1989年 池袋アートフォーラムなど
- ペーター佐藤原画展[4]
  - 2014年8月3日 - 8月31日 秋田市なかいち「にぎわい交流館AU」
- ペーター佐藤＆森本美由紀『FASHION ILLUSTRATION展』part 2[5]
  - 2016年5月5日 - 5月22日 PALETTE CLUB